# Wolfgang Schäfer (Fußballspieler)
Wolfgang Schäfer (* 4. Dezember 1958 in Frankfurt am Main) ist ein ehemaliger deutscher Fußballspieler.

## Karriere
Der „Frankfurter Bub“ wechselte 1981 vom damals drittklassigen Hessenligisten Rot-Weiss Frankfurt in die 2. Bundesliga, spielte von 1981/82 bis 1983/84 bei der SG Union Solingen und brachte die Mannschaft mehrere Male bis kurz vor den Aufstieg. Dabei erzielte er 43 Tore in 107 Spielen. In der Bundesliga spielte der Stürmer von 1984/85 bis 1987/88 in 103 Spielen für Bayer 05 Uerdingen und den FC 08 Homburg und erzielte 29 Tore. In der Saison 1988/89 ging er wieder in die 2. Bundesliga und markierte in dieser Spielzeit für Kickers Offenbach und Rot-Weiss Essen in 30 Spielen sieben Treffer. Danach spielte er noch eine Saison in der Hessenliga für Rot-Weiß Walldorf. In der Saison 1990/91 stieg er als Spielertrainer bei seinem Heimatverein, dem Frankfurter FV Sportfreunde 04, auch ins Trainergeschäft ein. Danach folgten Engagements bei FV Ramstein, SC Eintracht-Sportfreunde 1911 Windecken, SG Bruchköbel, SV Dersim Rüsselsheim und SV Geinsheim 07. Da er seit einigen Jahren in Österreich eine Fußballschule betreibt, übernahm er in den letzten Jahren dort auch Traineraufgaben bei SK Jenbach, FC Achensee und seit 2014 beim FC Buch.
Der Höhepunkt seiner Laufbahn war der Gewinn des DFB-Pokal 1985 gegen den FC Bayern München, als er den Siegtreffer im Endspiel schoss. Im Anschluss an das Spiel nahm er den Pokal mit ins Bett. Seine Begründung: „Ich bin total besoffen, aber wer will mir das verübeln?“ Häufig wird erzählt, sein Spitzname laute aufgrund dessen „de Cup“. Wahr ist hingegen, dass er ihn bereits zu Saisonbeginn erhalten hat, als ihn sein damaliger Teamkollege Horst Feilzer fragte, ob er „ne’ Kap“, also ob er sprichwörtlich „einen an der Kappe“ habe. Und so lautet sein Spitzname „Kap“ und nicht „de Cup“.
Auch beim Wunder von der Grotenburg – einem denkwürdigen Europapokalspiel – stand Schäfer über die komplette Spielzeit auf dem Feld und steuerte zum 7:3-Erfolg der Uerdinger zwei Treffer bei.

## Sonstiges
Schäfer betreibt in Tirol eine Fußballschule.